# Steve Langdon
Pour les articles homonymes, voir Langdon.
Steve Langdon (né le 23 décembre 1953 à Toronto dans la province de l'Ontario au Canada) est un joueur hockey sur glace. Il évolue au poste d'ailier droit.

## Carrière
En 1970, il commence sa carrière junior à l'âge de 16 ans, au sein de l'effectif des Waxers de Markhan dans la Ligue de hockey junior B de l'Ontario.
La saison suivante, il évolue dans l'équipe des Marlboros de Toronto dans l'Ontario Hockey Association, avec qui il gagne le Trophée Hamilton Spectator, remis à l'équipe finissant 1re en saison régulière.
En août 1972, il est échangé avec Dennis Maruk et Larry Goodenough contre Mark Howe aux Knights de London.
Le 15 mai 1973, lors du repêchage amateur de la Ligue nationale de hockey, il est choisi en 63e position par les Bruins de Boston. Il est également sélectionné lors du repêchage amateur de l'Association mondiale de hockey, en 46e position par les Fighting Saints du Minnesota.
Il commence sa carrière professionnelle en 1973-1974, au sein des Six-Guns d'Albuquerque en Ligue centrale de hockey. 
De 1974 à 1978, il va principalement évoluer en Ligue américaine de hockey, au sein des Americans de Rochester, il est d'ailleurs nommé capitaine de l'équipe. Il dispute quelques matchs en LNH avec les Bruins de Boston pour pallier des blessures. Il dispute aussi quelques match en North American Hockey League avec les Dusters de Broome County pour reconditionnement.
Il dispute sa dernière saison en 1978-1979 entièrement avec les Americans avant de prendre sa retraite sportive.

## Statistiques
| Saison     | Équipe                   | Ligue      |                            | Saison régulière           | Saison régulière           | Saison régulière           | Saison régulière           | Saison régulière           |                            | Séries éliminatoires       | Séries éliminatoires       | Séries éliminatoires       | Séries éliminatoires | Séries éliminatoires |
| Saison     | Équipe                   | Ligue      | PJ                         | B                          | A                          | Pts                        | Pun                        | PJ                         | B                          | A                          | Pts                        | Pun                        |                      |                      |
| 1970-1971  | Waxers de Markhan        | LHJBO      | Statistiques indisponibles | Statistiques indisponibles | Statistiques indisponibles | Statistiques indisponibles | Statistiques indisponibles | Statistiques indisponibles | Statistiques indisponibles | Statistiques indisponibles | Statistiques indisponibles | Statistiques indisponibles |                      |                      |
| 1971-1972  | Marlboros de Toronto     | OHA        | 14                         | 1                          | 3                          | 4                          | 2                          |                            |                            |                            |                            |                            |                      |                      |
| 1972-1973  | Knights de London        | OHA        | 62                         | 29                         | 41                         | 70                         | 23                         |                            |                            |                            |                            |                            |                      |                      |
| 1973-1974  | Six-Guns d'Albuquerque   | LCH        | 67                         | 21                         | 13                         | 34                         | 16                         |                            |                            |                            |                            |                            |                      |                      |
| 1974-1975  | Americans de Rochester   | LAH        | 56                         | 8                          | 11                         | 19                         | 8                          | 12                         | 0                          | 2                          | 2                          | 5                          |                      |                      |
| 1974-1975  | Dusters de Broome County | NAHL       | 1                          | 3                          | 1                          | 4                          | 0                          |                            |                            |                            |                            |                            |                      |                      |
| 1974-1975  | Bruins de Boston         | LNH        | 1                          | 0                          | 1                          | 1                          | 0                          |                            |                            |                            |                            |                            |                      |                      |
| 1975-1976  | Americans de Rochester   | LAH        | 62                         | 18                         | 11                         | 29                         | 11                         | 5                          | 0                          | 1                          | 1                          | 0                          |                      |                      |
| 1975-1976  | Dusters de Broome County | NAHL       | 2                          | 0                          | 1                          | 1                          | 0                          |                            |                            |                            |                            |                            |                      |                      |
| 1975-1976  | Bruins de Boston         | LNH        | 4                          | 0                          | 0                          | 0                          | 2                          | 4                          | 0                          | 0                          | 0                          | 0                          |                      |                      |
| 1976-1977  | Americans de Rochester   | LAH        | 43                         | 16                         | 15                         | 31                         | 4                          | 12                         | 2                          | 5                          | 7                          | 2                          |                      |                      |
| 1977-1978  | Americans de Rochester   | LAH        | 72                         | 30                         | 27                         | 57                         | 0                          | 6                          | 1                          | 3                          | 4                          | 0                          |                      |                      |
| 1977-1978  | Bruins de Boston         | LNH        | 2                          | 0                          | 0                          | 0                          | 0                          |                            |                            |                            |                            |                            |                      |                      |
| 1978-1979  | Americans de Rochester   | LAH        | 80                         | 25                         | 23                         | 48                         | 14                         |                            |                            |                            |                            |                            |                      |                      |
| Totaux LNH | Totaux LNH               | Totaux LNH | 7                          | 0                          | 1                          | 1                          | 2                          | 4                          | 0                          | 0                          | 0                          | 0                          |                      |                      |